# Mathieu Jouve Jourdan
Pour les articles homonymes, voir Jouve et Jourdan.
Mathieu Jouve dit Jourdan dit Jourdan Coupe-Tête (né le 5 octobre 1746 à Saint-Jeures, Haute-Loire - mort le 27 mai 1794 à Paris) était un révolutionnaire français qui fut guillotiné en 1794.

## Biographie

### Premières années
Mathieu Jouve fut baptisé catholique le 6 octobre 1746, à Saint-Jeures de Bonas (actuellement en Haute-Loire), par Titoulet, curé de Saint-Félicien (actuellement en Ardèche). Il était le fils de Pierre Jouve et de Jeanne-Marie Gibert. Né en Haute-Loire, il est en général dit « Ardéchois ». 
Boucher, maréchal-ferrant, soldat, Mathieu Jouve Jourdan est issu d’une ancienne famille de Saint-Agrève, dotée d’armoiries depuis le XIVe siècle. Il attaque le château de Paulin (à Monistrol) et y vole 30 000 livres. Condamné à être roué, il réussit à s’évader, et passe au service du cardinal de Rohan, qui lui obtient la grâce en 1783.

### Révolution

#### À Paris
Il est ensuite cabaretier à Paris quand débute la Révolution. Participant à la prise de la Bastille, le 14 juillet 1789, on lui a attribué l'assassinat et la décapitation du gouverneur de forteresse Bernard-René Jordan de Launay, dont il avait été palefrenier. 
On l'a aussi rendu responsable des atrocités nocturnes commises à Versailles lors des Journées des 5 et 6 octobre 1789. 

### Avignon

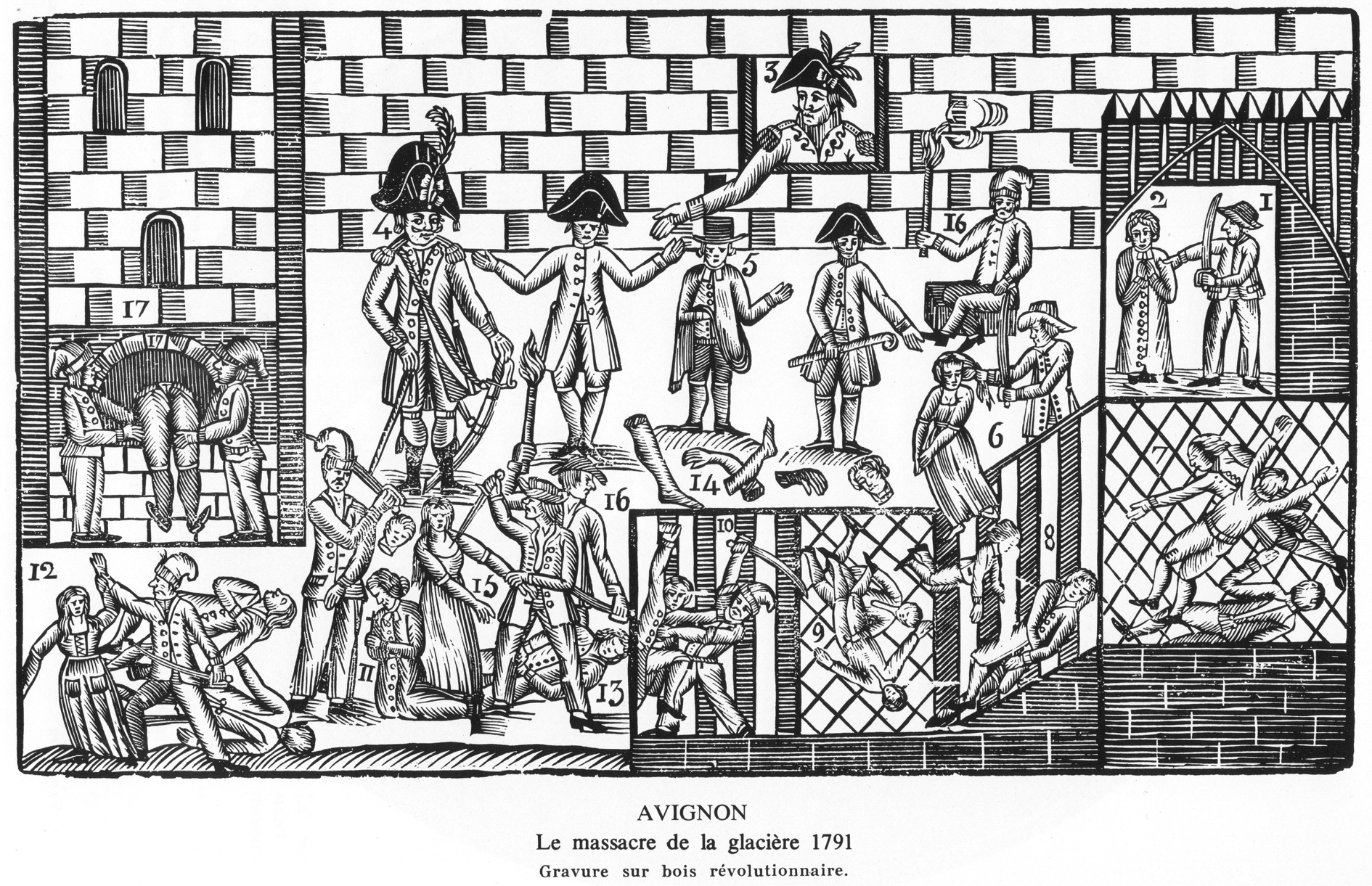
Illustration du « massacre de la Glacière », gravure sur bois de la fin du XVIIIe siècle.

Après avoir quitté la capitale, il s’installe comme négociant à Avignon, et se rallie aux patriotes qui souhaitent le rattachement de la ville et du Comtat venaissin à la France. Il participe à la prise du palais des Papes, alors résidence du vice-légat le 10 juin 1790. Chef des volontaires de Vaucluse favorables à l'annexion du Comtat Venaissin à la France, il se signale par sa cruauté, incendiant châteaux et récoltes des partisans de la papauté.
Toujours à la tête de l'« armée de Vaucluse », il renverse la municipalité le 21 août 1791. Il est surnommé « Jourdan Coupe-Tête », après le massacre de la Glacière, en Avignon, les 16 et 17 octobre 1791. Il échappe à la justice grâce à l'amnistie de mars 1792.

### Chute de Jourdan et exécution
En 1793, les députés de la Convention lui confient le commandement de la gendarmerie des départements de Vaucluse et des Bouches-du-Rhône. Son comportement brutal soulève de nombreuses protestations.
Jourdan Coupe-Tête passe les bornes le jour où il fait arrêter sans ordres, dans le cadre des affrontements de ventôse an II (mars 1794) entre factions révolutionnaires, des membres du tribunal criminel du département de Vaucluse. Avec l'autorisation du Comité de salut public, Étienne-Christophe Maignet, qui lutte autant contre les contre-révolutionnaires que contre les ultra-révolutionnaires, le fait arrêter à Avignon le 23 avril par Bigonnet et transférer à Paris.
Son jugement est expédié rapidement et il monte sur l'échafaud le 27 mai 1794, deux mois avant Maximilien de Robespierre.

### Descendance
Ses descendants se rendent à Cavaillon où ils font fortune au XIXe siècle dans l'élevage de vers à soie puis dans une filature. La fortune est telle que les trois derniers descendants rachètent plusieurs monuments anciens de la ville dont la chapelle Saint-Jacques et son ermitage en haut d'une colline du même nom, la chapelle d'un ancien hôpital et une partie de l'ancienne carrière juive pour y fonder un musée. De nos jours, même si la descendance a cessé en 1938, les biens sont gérés par la Fondation Calvet et la Ville : notamment un musée archéologique, un musée Juif-Contadin et un monument ouvert au public. Le musée Jouve en projet depuis...1938 a la particularité d'être situé dans l'enclave du seul quartier juif du Comtat-Venaissin encore pleinement debout.

## Littérature
Dans Les Misérables, Victor Hugo fait dire à un conventionnel : « Jourdan-Coupe-Tête est un monstre, mais moindre que M. le marquis de Louvois. »,.